# 고용허가제
고용허가제(雇傭許可制, Employment Permit System)는 고용주가 필요한 외국인 인력을 신청하고 정부가 해외에서 취업비자를 받아 입국하는 외국인들을 선별해서 연결해주는 것으로 합법적인 외국인 노동자 고용을 위해 마련된 제도이다. 1995년 고용허가제' 도입을 추진하여 대한민국 정부가 2004년부터 시행하고 있다.
취업을 원하는 외국인에게 그 나라 정부나 기관을 통하여 한국 정부에 노동허가를 신청하게 하고 허가를 받게 되면 최장 3년간 합법적 신분으로 일을 할 수 있게 하는 제도이다. 고용허가제에 의하면 외국인도 근로기준법이나 최저임금법 등 근로자로서의 기본권을 보호받게 되고 또 이미 국내에 취업한 불법노동자에게도 2개월간의 노동허가 신고기간을 줘 최장 1년간 합법적으로 일을 할 수 있게 하는 방침을 세웠다.

## 연혁
- 1991년 11월: 해외투자업체연수제도 실시
- 1993년 11월: 외국인산업연수제도 도입
- 1995년: 고용허가제 도입 추진
- 2003년: 외국인근로자의 고용 등에 관한 법률 공포
- 2004년: 고용허가제 시행
- 2012년 7월: 성실근로자 재입국 취업 특례제도 시행(일반 고용허가제 대상자)
- 2023년: 일반 고용허가제 서비스업 허용업종 확대

## 구분
고용허가제는 일반 고용허가제와 특례 고용허가제로 구분되어 있다. 영문으로 일반 고용허가제는 General Employment Permit System, 특례 고용허가제는 Exceptionally Permissible Employment Permit System으로 칭한다.
또한 이 제도의 대상자는 대한민국의 입국에 있어 사용되는 사증의 차이가 있는데, 일반 고용허가제에 의한 노동자는 비전문취업(E-9) 사증, 특례 고용허가제에 의한 사증은 방문취업(H-2) 사증이 사용된다.

## 일반 고용허가제

### 대상
대한민국 정부가 양해각서를 체결한 국가의 외국인 가운데 한국어시험 및 건강검진 등 절차를 거쳐 구직등록한 자를 대상으로 한다.

### 송출국
대한민국 정부가 고용허가제와 관련하여 양해각서를 체결한 국가는 송출국으로 부른다.
송출국은 사업주 선호도, 송출과정의 투명성, 사업장 이탈률, 외국인근로자의 귀국담보 가능성, 외교적, 경제적영향력등을 고려하여 송출후보국가를 선정하고 후보국에 대한 현지조사를 통해 각국의 고용안정, 인력송출 인프라를 파악하여 외국인력정책위원회에서 최종적으로 송출국가를 결정한다.
송출국 목록은 아래와 같으며, 대한민국 정부가 양해각서를 체결한 국가 순이다.
- 필리핀
- 몽골
- 스리랑카
- 베트남
- 태국
- 인도네시아
- 우즈베키스탄
- 파키스탄
- 캄보디아
- 중화인민공화국
- 방글라데시
- 네팔
- 키르기스스탄
- 미얀마
- 동티모르
- 라오스

## 특례 고용허가제
중국과 구소련 구성국(러시아 등)에 거주하는 외국국적의 한민족 계통의 동포를 대상으로 하고 있으며, 이 제도에 의한 노동자는 방문취업(H-2) 사증으로 대한민국 국내의 사업장에서 근무한다. 이 동포는 다음과 같다.
- 조선족, 고려인 등 한민족에서 파생된 민족의 중국 국적자 및 구소련 구성국 국적자
- 대한민국에서 중국 또는 구소련 구성국으로 귀화를 한 한국계 중국 국적자 또는 구소련 구성국 국적자

## 문제점
고용허가제의 문제점은 일반 고용허가제에 의한 송출국 국적의 이주노동자의 입장에서 보았을 때, 사업장 변경과 횟수의 제한에 의한 문제점이다. 송출국 국적의 노동자의 사업장 변경이 규정하는 사유가 있을 경우 등에만 예외적으로 변경이 허용되며, 사업주의 동의를 받아야 한다. 이 또한 최초로 고용허가제에 의한 취업 후 3년 동안 3회에의 제한이 있으며, 고용허가 연장에 의한 기간인 1년 10개월은 2회의 제한이 있다는 점이다.
고용허가제의 기간과 사업장 변경 제한 규정이 국제노동기구의 강제노동 협약에 의하면 강제노동으로 분류된다는 문제가 있어 대한민국의 양대 노동조합에서는 "이주노동자의 사업장 변경 자유화를 시행해 강제노동을 금지해야 한다"고 요구하였다.

## 같이 보기
- 산업연수생 제도
- 카팔라 제도(영어판)